# Veprecula tornipila
Veprecula tornipila é uma espécie de gastrópode do gênero Veprecula, pertencente a família Raphitomidae.